# SN 1997ej
SN 1997ej – supernowa typu Ia odkryta 25 grudnia 1997 roku w galaktyce IC2060. Jej maksymalna jasność wynosiła 15,85m.